# Podgórze (powiat myśliborski)
Podgórze – wieś w Polsce położona w województwie zachodniopomorskim, w powiecie myśliborskim, w gminie Barlinek.
W latach 1975–1998 miejscowość położona była w województwie gorzowskim.